# دهستان بغراطی
دهستان بغراطی، یکی از دهستان‌های بخش بغراطی شهرستان رزن در استان همدان ایران است. مرکز این دهستان، روستای تپه دیبی است.

## جمعیت
بر پایه سرشماری عمومی نفوس و مسکن در سال ۱۳۹۵، جمعیت دهستان بغراطی برابر با ۷٬۸۲۰ نفر بوده‌است.